# Альфа Стрелы
Альфа Стрелы (α Sge, альфа Стрелы) — жёлтый яркий гигант в созвездии Стрелы. Звезда удалена от Земли на 473 световых года и имеет видимую величину +4.38. Она имеет историческое название Шам или Альшам, которое происходит от арабского سهم, что означает стрела.
На угловом расстоянии 30,8 угловых секунд, возможно, находится компаньон, имеющий видимую звёздную величину +13,28m.
Интересно положение звезды на диаграмме Герцшпрунга — Рассела, она находится в пробеле Герцшпрунга. Это означает, что термоядерный синтез гелия из водорода в ядре уже закончился, но горение гелия ещё не началось. Через несколько миллионов лет Шам, скорее всего, станет переменной — цефеидой.